# Jacob Leupold
Jacob Leupold (1674-1727) est un scientifique allemand, à la fois mathématicien, physicien, ingénieur, et connu pour son encyclopédie Theatrum Machinarum Generale (Théorie Générale des Machines) publié à partir de 1724.

## Parcours
Après s'être intéressé à la physique, Jacob Leupold se tourna en 1699 vers les mathématiques et la mécanique. Tout en travaillant dans un hôpital en tant que responsable de l'économat, il se consacra à l'inventaire des différentes machines existantes en son temps : le télescope, les systèmes d'horlogerie, le microscope et surtout la pompe à vide : décidé à perfectionner l'invention d'Otto von Guericke, il obtint un privilège pour une nouvelle forme de pompe (1705) suivi par la publication de son premier ouvrage intitulé Antlia pneumatica illustrata (1707).
En 1713, Leibniz fait l'acquisition de ce nouveau modèle et il est dès lors en contact avec le maître de l'Académie des sciences de Berlin. Par la suite, Leupold intègre l'Académie royale des sciences de Prusse en 1715 grâce au soutien de Christian Wolff. Sa réputation grandit et Pierre le Grand l'invite à Saint-Pétersbourg mais Leupold décline, cependant qu'il ne parvient pas à obtenir un poste de professeur à l'Université de Leipzig.
À partir de 1720, Leupold se consacre essentiellement à la composition de son encyclopédie, « Theatrum Machinarum Generale ». Il lance alors un prospectus pour la souscription de la publication de ses 9 volumes. Il annonce le soutien de l'empereur Charles VI et du roi de Pologne Auguste II.
Son encyclopédie devint le premier ouvrage d'ingénierie mécanique où l'on trouve notamment la description complète d'une machine à vapeur à haute-pression mais aussi d'une machine à calculer, la Macchina aritmetica, inventée en 1709 par le physicien italien Giovanni Poleni, intégrant les principes de construction énoncés en 1685 par Leibniz, et qu'il modélisa en 1727. Son encyclopédie fut publiée entre 1724 et 1739 à Leipzig : Denis Diderot et D'Alembert s'en inspirèrent pour les planches de l’Encyclopédie.
Il mourut soudainement le 12 novembre 1727, alors qu'il tentait de jeter les bases d'une école spécialisée dans l'ingénierie minière, préfiguration de ce qui deviendra l'École des mines de Freiberg.
Son épouse Anne-Elizabeth mourut en 1713 et un seul enfant, une fille, leur survécut.

Galerie
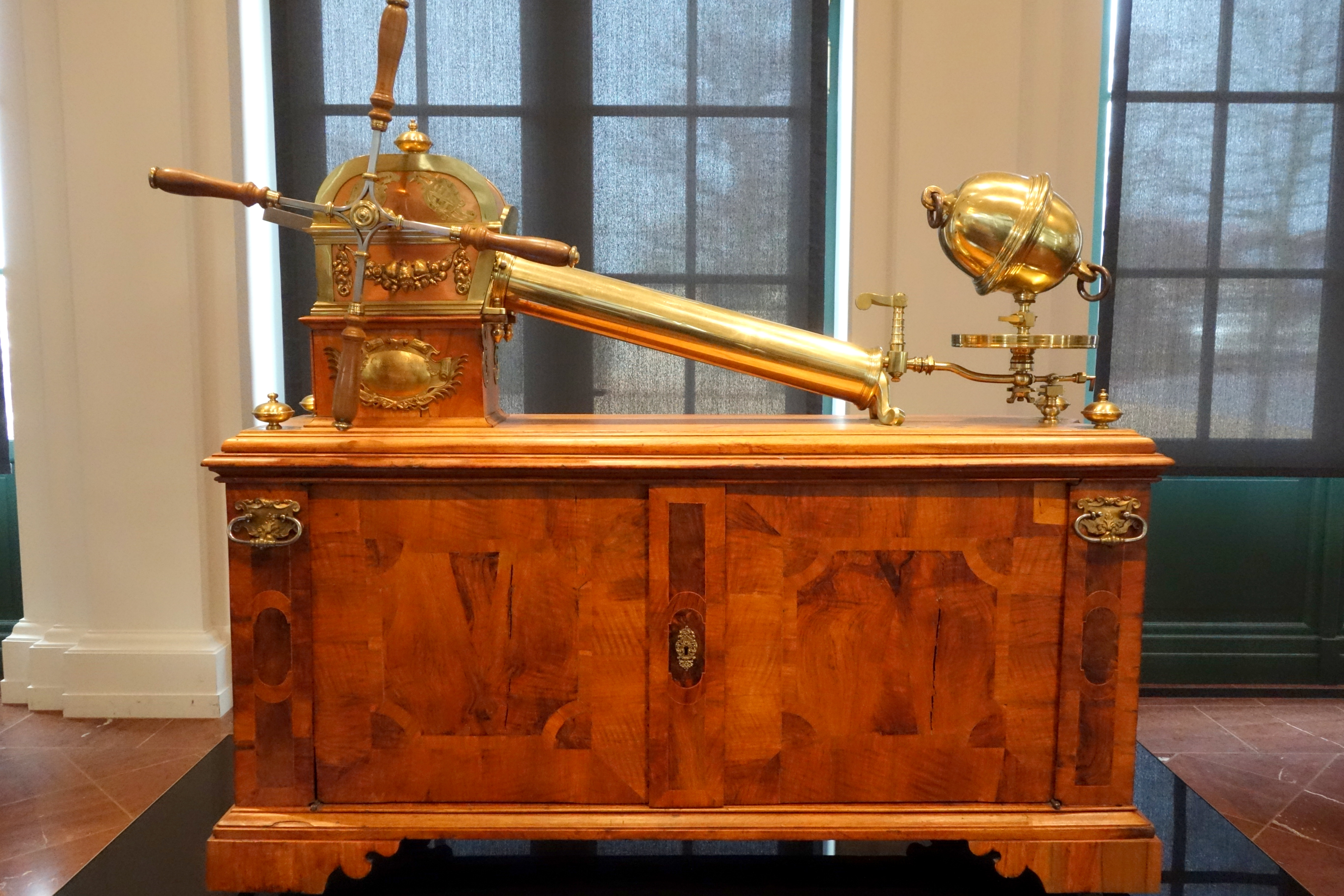
Pompe à vide (1709)
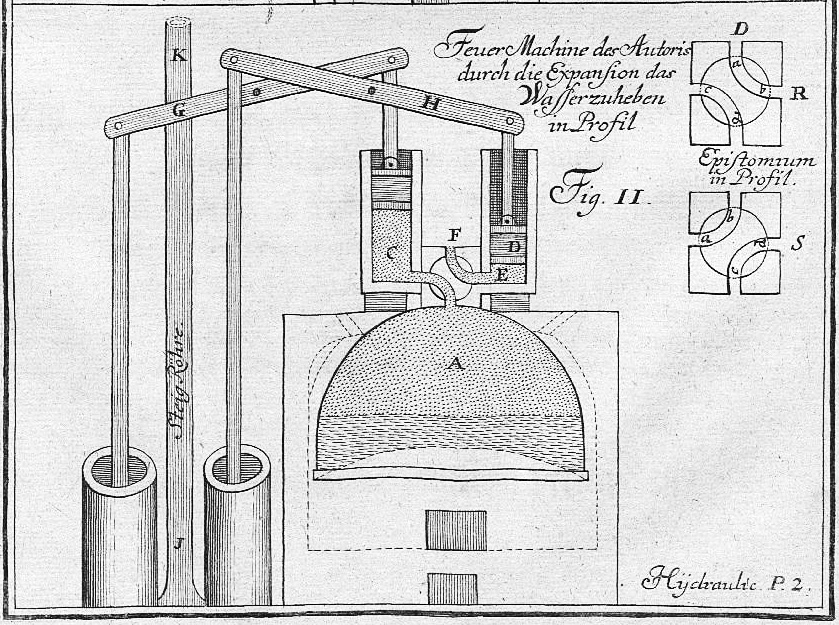
Machine à vapeur (1720)
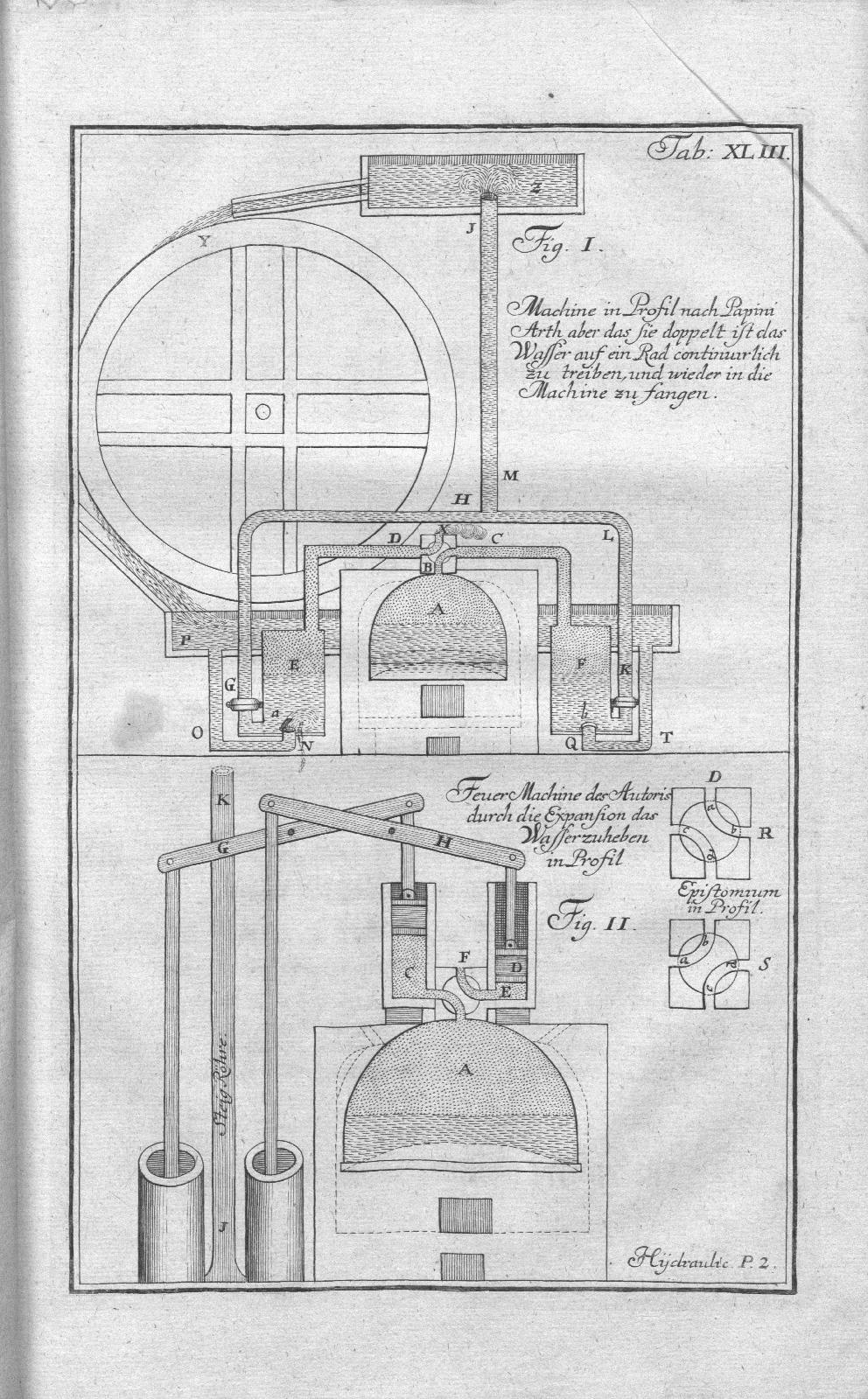
Machine hydraulique (1725)

## Publications
- Continuatio Prima. Oder Erste Fortsetzung und Vermehrung des Tractats von der Lufft-Pumpe, Leipzig, 1712
- Theatrum Machinarum Generale, Leipzig, 1724 - 1734 dont 7 tomes publiés de son vivant
- Theatrum arithmetico-geometricum, Leipzig, 1774 (lire en ligne).

## Sources
- (de) Cet article est partiellement ou en totalité issu de l’article de Wikipédia en allemand intitulé « Jacob Leupold » (voir la liste des auteurs).